# 福澄美緒
福澄 美緒（ふくずみ みお、1979年6月6日 - ）は、日本の元・女優。愛知県出身。フロマージュを経てアーブル所属。身長168cm。血液型はO型。
結婚後、芸能界を引退。夫はTHE BACK HORNのドラマー・松田晋二。息子がいる。2013年には『忍風戦隊ハリケンジャー 10 YEARS AFTER』に松田佳代名義で出演した。

## 人物
『忍風戦隊ハリケンジャー』で共演した長澤奈央とは家族ぐるみの付き合いがある。『忍風戦隊ハリケンジャー 10 YEARS AFTER』への出演も制作の正式決定以前から長澤に声をかけられていた。

## 出演

### テレビドラマ
- 仮面ライダーアギト 第5話・第6話（2001年2月25日・3月4日、テレビ朝日）- 片平真由美 役
- 忍風戦隊ハリケンジャー（2002年2月17日 - 2003年2月9日、テレビ朝日）- ウェンディーヌ 役
- 土曜ワイド劇場（テレビ朝日）
  - 救急救命士・牧田さおり 第2作「緊急出動!! 救急車ジャック発生!死体にカギ型の」（2003年5月31日）- 河井由香 役
  - 温泉医ぽっかや診療所事件カルテ（【ABC製作】）- スナックホステス・みどり 役
    - 第4作「名物温泉医が解く小児科医殺しと美しき逃亡者の謎 安曇野〜穂高〜諏訪湖」（2004年1月17日）
    - 第5作「さいはての岬に立つ女 週刊誌記者殺しが暴く 東京〜福島〜青森浅虫 死の連鎖」（2006年3月11日）
- 仮面ライダー剣（2004年、テレビ朝日）- あずみ 役
- 桜咲くまで（2004年、TBS）- 美鈴 役
- 月曜ミステリー劇場（TBS）
  - 森村誠一サスペンス
    - 第4作「街」（2004年7月12日）- クラブ「ジュビリー」ホステス 役

### オリジナルビデオ
- 奇説 魔界転生 - 呪殺女虐叫 -（2003年）
- 忍風戦隊ハリケンジャーVSガオレンジャー（2003年、東映）- ウェンディーヌ 役
- 爆竜戦隊アバレンジャーVSハリケンジャー（2004年、東映）- ウェンディーヌ 役
- 忍風戦隊ハリケンジャー 10 YEARS AFTER（2013年、東映）- ウェンディーヌ 役（クレジットは「松田佳代」名義）

### 映画
- 忍風戦隊ハリケンジャー シュシュッと THE MOVIE（2002年、東映）- ウェンディーヌ 役
- 特捜戦隊デカレンジャー THE MOVIE フルブラスト・アクション（2004年、東映）- ウェンディーヌ 役（友情出演）
- キスとキズ（2004年、堀江慶監督）- さとみ 役

## 書籍

### イメージビデオ・DVD
- PRIDE GIRL／香坂仁美、立川純子、森里紗、河辺瞳、福澄美緒（2003年2月25日）
- Blue Eyes（2003年2月21日、東芝デジタルフロンティア）
- Labian（2003年5月30日、ベガファクトリー）